# Вакье
Вакье́ (фр. Vacquiers, окс. Vaquièrs) — коммуна во Франции, находится в регионе Юг — Пиренеи. Департамент — Верхняя Гаронна. Входит в состав кантона Фронтон. Округ коммуны — Тулуза.
Код INSEE коммуны — 31563.

## География
Коммуна расположена приблизительно в 570 км к югу от Парижа, в 20 км к северу от Тулузы.
На севере коммуны протекает река Риу-Тор (фр. Riou-Tort).

## Климат
Климат умеренно-океанический. Зима мягкая и снежная, весна характеризуется сильными дождями и грозами, лето сухое и жаркое, осень солнечная. Преобладают сильные юго-восточные и северо-западные ветры.

## Население
Население коммуны на 2010 год составляло 1312 человек.
| 1962 | 1968 | 1975 | 1982 | 1990 | 1999 | 2010 |
| ---- | ---- | ---- | ---- | ---- | ---- | ---- |
| 462  | 475  | 549  | 736  | 916  | 1032 | 1312 |

## Экономика
В 2010 году среди 844 человек трудоспособного возраста (15—64 лет) 639 были экономически активными, 205 — неактивными (показатель активности — 75,7 %, в 1999 году было 70,9 %). Из 639 активных жителей работали 601 человек (305 мужчин и 296 женщин), безработных было 38 (20 мужчин и 18 женщин). Среди 205 неактивных 93 человека были учениками или студентами, 71 — пенсионерами, 41 были неактивными по другим причинам.

## Города-побратимы
- Бланско (Чехия)

## Фотогалерея

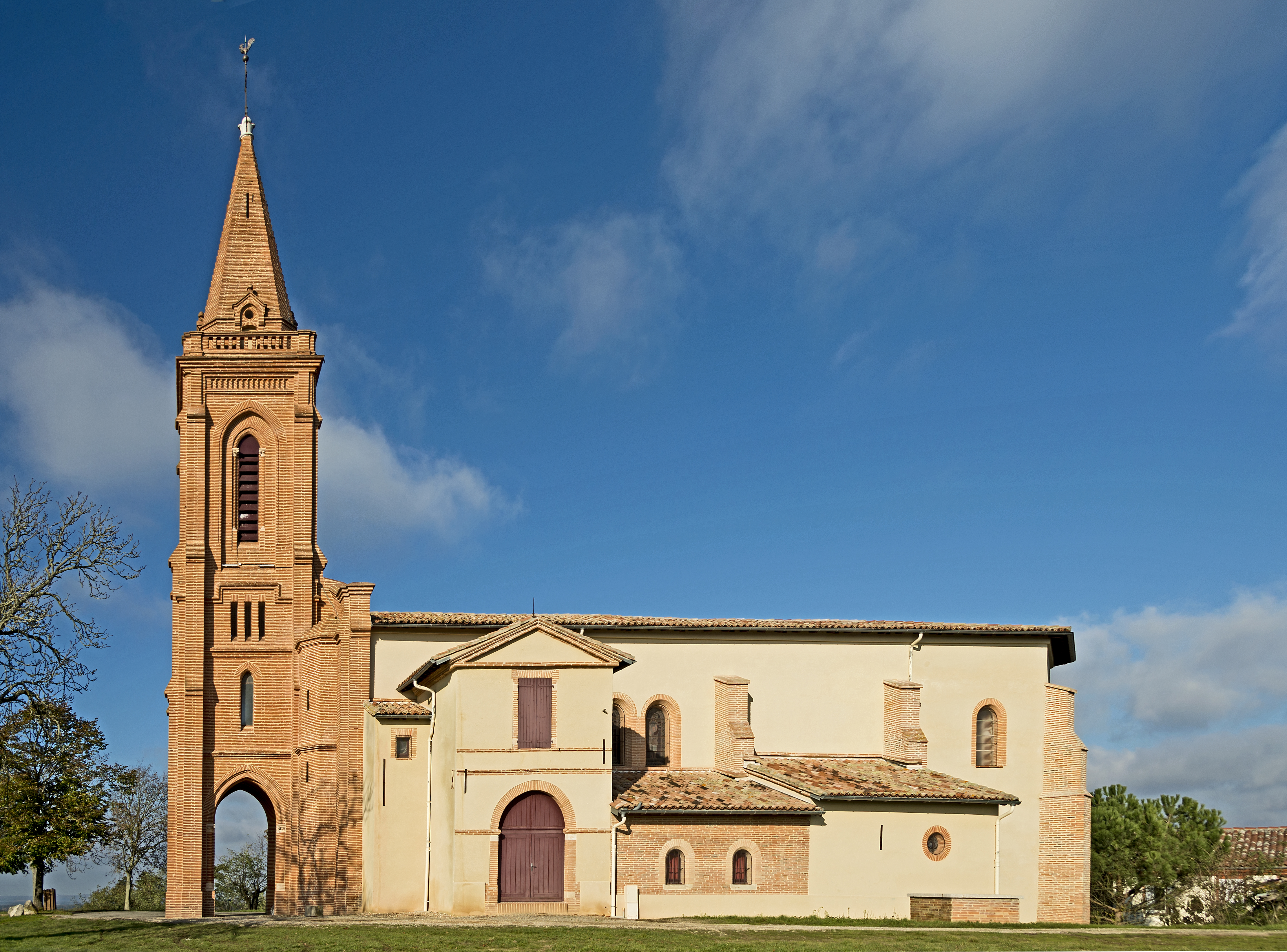
Церковь
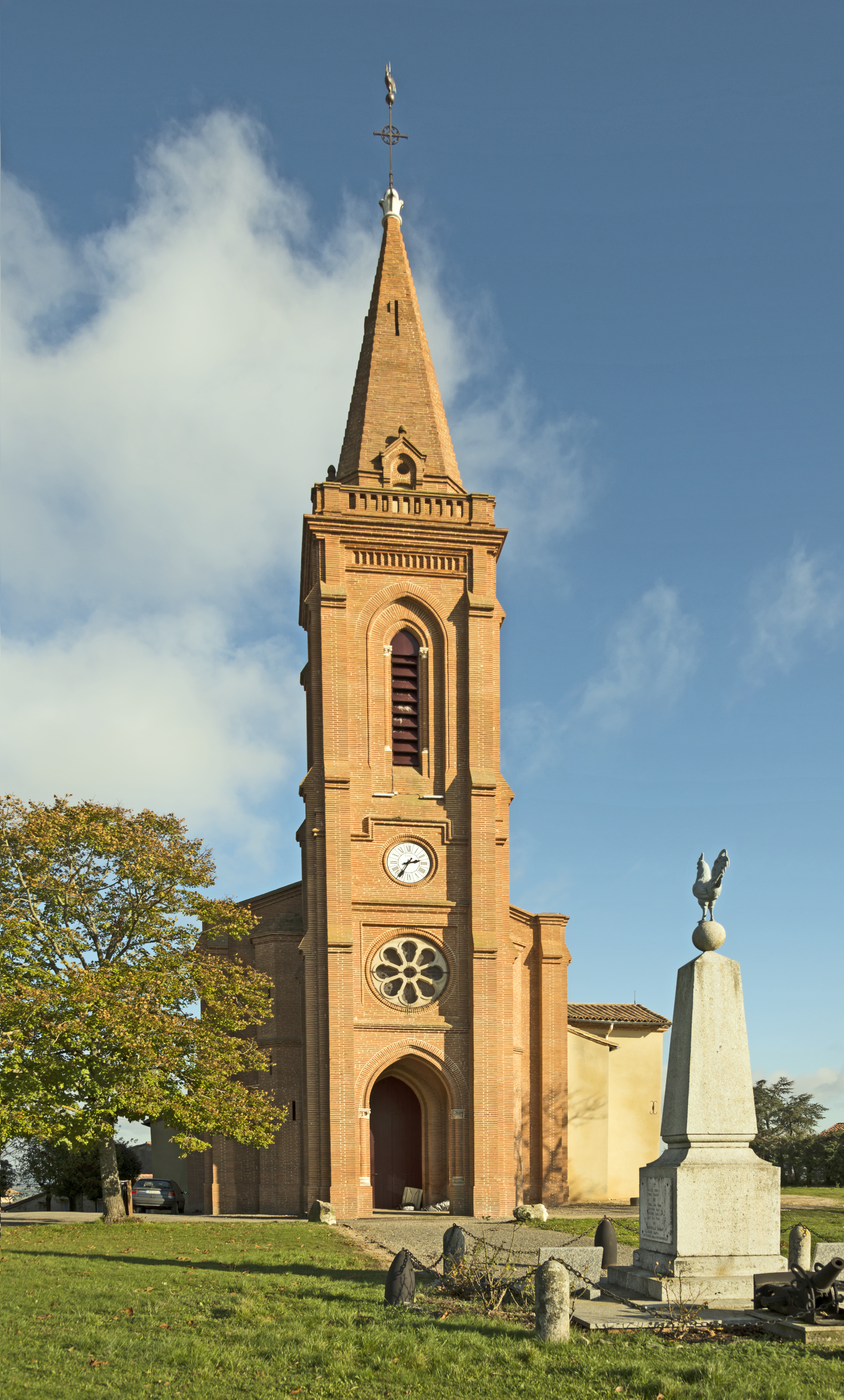
Церковь и военный мемориал
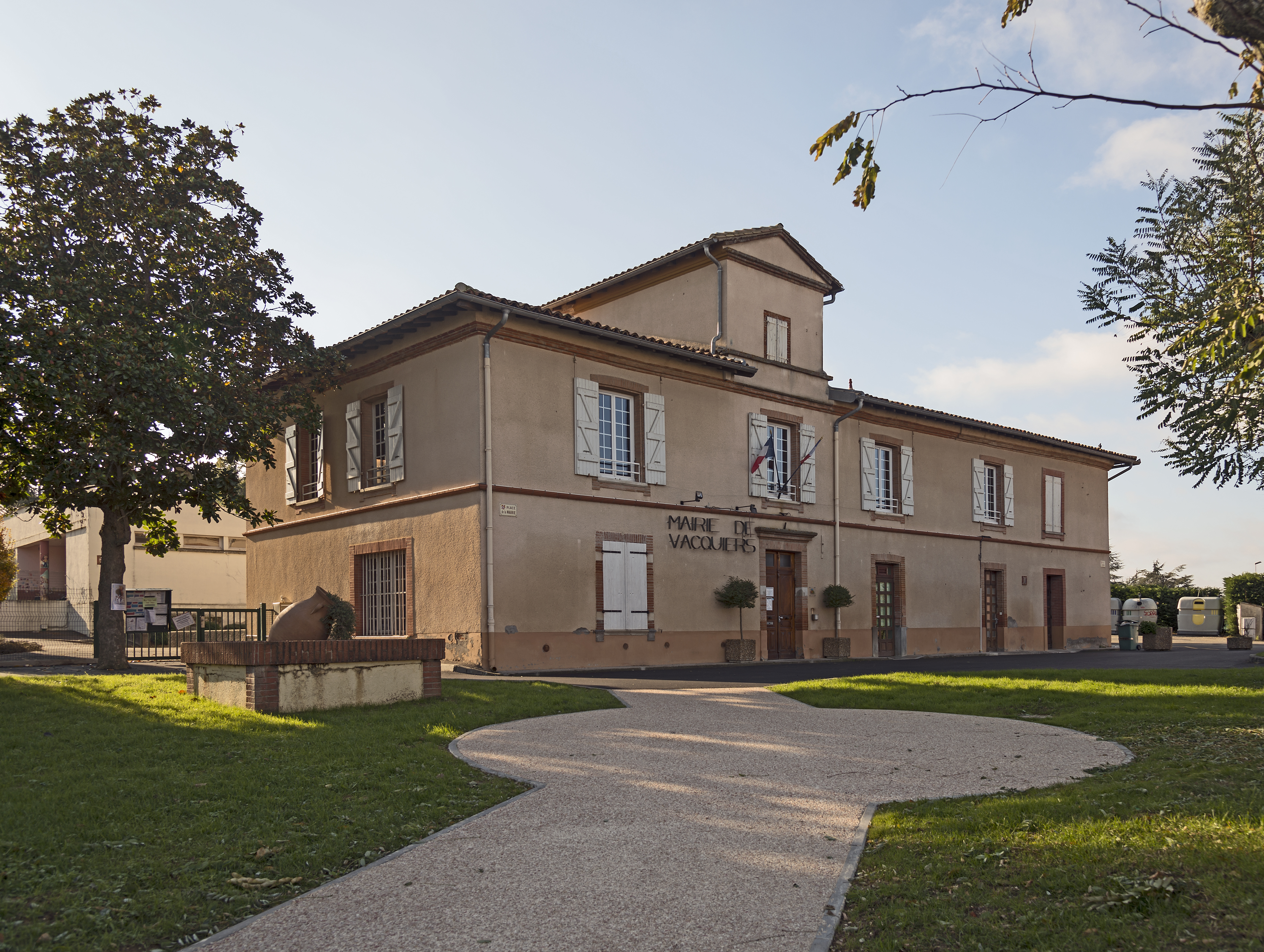
Мэрия
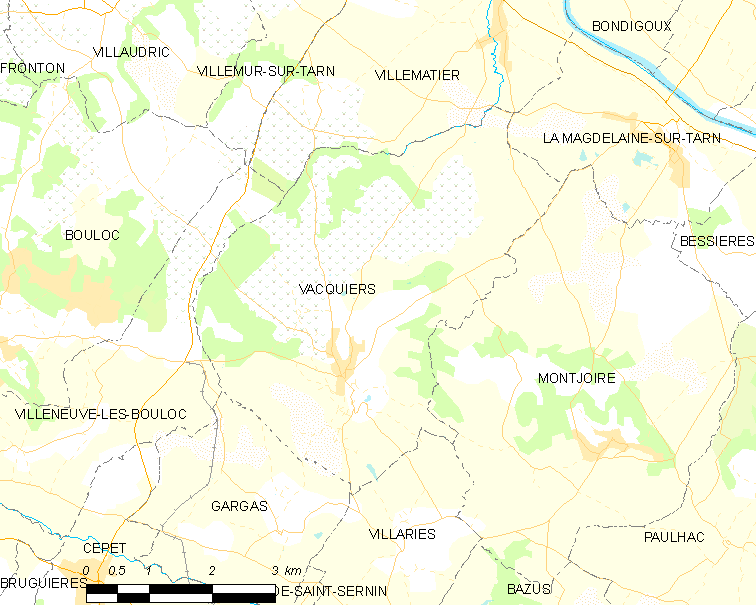
Карта коммуны